# Theo Dutra
José Theodoreto Souto e Dutra, conhecido como Theo Dutra, (São Paulo, 22 de setembro de 1948 — Pereira Barreto, 3 de abril de 1973), foi um jornalista, poeta e advogado brasileiro que escrevia para o jornal paulistano Folha de S.Paulo. Se destacou por suas reportagens sobre a capital paulista e seus problemas urbanos, e por isso ficou conhecido como "Repórter da Cidade". A última matéria que ele publicou pouco antes de morrer tinha o título: “Paraná bate nas comportas a 100 km/h; nasce o lago”, no qual tratava sobre a construção da barragem de Ilha Solteira e o fechamento das comportas.

## Infância
Theo Dutra nasceu em 22 de setembro de 1948, sendo filho de Evelyna Bloen Souto e Dutra e Renato Hoeppner Dutra. Nasceu e foi criado na cidade de São Paulo. Viveu com a família até os sete anos, quando passou a estudar no Colégio São Paulo, como aluno interno. Voltou ao convívio da família aos 12 anos, desta vez com o pai e com a madrasta, Erica Lehman Dutra, mas logo depois voltou a estudar em regime de semi-internato no Colégio São Luís, onde fez o curso ginasial, ficando até o fim do curso colegial (clássico). Tinha sempre o comportamento bom, sem malícias, apesar da idade jovem e dos problemas familiares. Gostava das matérias de Português, História e Geografia. Era reservado e pouco comunicativo, e utilizou o esporte para se sociabilizar e arranjar novos amigos.

## Vida e carreira
Theo Dutra tinha grande vocação para o jornalismo e amava a cidade de São Paulo. Desde o curso ginasial, ele se dedicava às questões jurídicas. Desde os 18 anos de idade passou a se dedicar inteiramente ao jornalismo, sua profissão predileta. Em janeiro de 1967, começou a fazer os cursos de Comunicação pela USP e Direito pela Faculdade do Largo São Francisco, também da USP, onde conheceu a Gildete de Souza e Dutra, com quem viriam a se casar anos mais tarde.
Mas foi mesmo no jornalismo que se tornou sua maior paixão, dedicação e realização profissional. Em julho do mesmo ano, passou a integrar o quadro de repórteres da Folha de S.Paulo. Theo fazia inúmeras reportagens, a maioria delas sobre a cidade de São Paulo, por isso ficou conhecido como “Repórter da Cidade”. Ele amava muito a capital paulista e se interessava muito pelos problemas da cidade, nos quais eram temas específicos de suas matérias. Também se dedicava a poesia, escrevendo vários poemas e canções. Assim, iniciava a sua carreira como jornalista e poeta. Além disso, falava e escrevia correntemente o francês. Por seu talento e bondade, arranjou muitos amigos na escola e no trabalho, que foi seu exemplo de coleguismo.
No dia 4 de abril de 1970, com apenas 21 anos, e quando Theo e Gildete cursavam o 4º ano do curso de Direito, ambos casaram-se na capela do Colégio Nossa Senhora do Rosário.  O Padre Luiz Gonzaga Dutra, que foi professor de Theo no Colégio São Luís, foi quem celebrou o seu casamento. Em 1971, Theo Dutra concluiu o curso de Direito e Comunicação. Em 11 de junho de 1972, nasceu o seu filho, Renato Souto e Dutra.
Theo via sua carreira crescer e se consagrar. Tinha muita ambição na realização de suas matérias. Apesar de ser muito jovem, encarava sua profissão a sério, com muita responsabilidade e dedicação. Sempre encarou a vida através de seu lado bom e com entusiasmo, além de observar as coisas profundamente, pelo seu lado filosófico. Foi, por vezes, considerado como um dos líderes e porta-vozes atuantes de uma geração jovem de jornalistas brasileiros, em pleno regime militar (especialmente no período de Anos de Chumbo), entre o fim dos anos 60 e, sobretudo, início dos anos 70.
Ocupava a chefia de reportagem nos finais de semana. Foi convidado e aceitou a fazer parte do corpo de redatores do Serviço de Imprensa do Governo do Estado de São Paulo (Sigesp), em 1971. Viajou até o estado do Acre para fazer a cobertura do campus avançado da USP.
Por sempre estar preocupado com a cidade de São Paulo e seus problemas, fazendo reportagens sobre ela, Theo Dutra tinha um sonho de fundar um "Clube de Repórteres da Cidade de São Paulo" (CREC), no qual reuniria os repórteres da capital paulista especializados em matérias sobre a cidade. Ele batalhou muito para a fundação desse clube, e houve ajudas para isso, como a do GEGRAN (Grupo Executivo da Grande São Paulo), que se dispôs a realizar um encontro com o Theo. O jovem repórter, então, deu um passo para a criação do clube, realizando diversas reuniões entre os técnicos do GEGRAN e os jornalistas especializados em notícias da Capital. Até mesmo a Companhia do Metrô de São Paulo propôs ceder uma sala para sediar o clube, após sugestão e insistência do jornalista. O clube foi finalmente criado mais adiante, em outubro de 1973. Porém, Theo não esteve presente durante sua fundação, já que ocorreu após sua morte.
Ele sempre olhava pelo lado reflexivo e filosófico os problemas que atingiam São Paulo, muitos deles permanecem até os dias de hoje, como crescimento urbano desordenado, caos no trânsito e transporte público, saneamento básico, lazer, habitação, violência e administração pública, bem como suas causas e discutia possíveis soluções eficazes e realistas para elas. Sabia sempre transformar as notícias que eram naturalmente negativas sobre a vida urbana em São Paulo, em matérias de cunho crítico, mas ao mesmo tempo construtivas e didáticas, dotadas de calor humano e de uma esperança por uma cidade melhor. Ele era devoto e sempre batalhava por uma cidade mais humana e justa. Tais soluções propostas pelo jovem jornalista marcavam presença em quase todas as suas matérias.
Assim, Theo se consagrava pelo título de "Repórter da Cidade".
Segundo o portal Dicionário de Ruas da Prefeitura de São Paulo, na pesquisa e descrição sobre o jovem repórter, pois uma rua importante da cidade leva o seu nome, bem como segundo os jornais Folha de S.Paulo e Cidade de Santos, ambos na edição de 4 de abril de 1973, na ocasião de coberturas jornalísticas sobre sua trágica e prematura morte:
"Apaixonado pelos grandes problemas da cidade, Theo Dutra dedicou-se profundamente a seus estudos, a ele devendo, a imprensa paulista, alguns dos melhores trabalhos sobre a criação das áreas metropolitanas, além de análises sobre questões gerais ligadas à humanização da Capital. Igualmente versado em problemas relacionados com a infra-estrutura econômica nacional e estadual, era o jornalista talhado para a cobertura dos acontecimentos que se desenvolveram em Ilha Solteira".

Isso é em referência a icônica e derradeira reportagem do jovem Theo sobre a construção da barragem de Ilha Solteira, último trabalho em seus últimos momentos de vida e que foi capa da Folha de S.Paulo, por ironia e coincidência, no dia de sua morte, em 3 de abril de 1973. (Veja mais detalhes mais adiante, neste artigo!)

## Obras e Reportagens
Foram mais de 100 reportagens e coberturas assinadas exclusivamente por Theo Dutra, além daquelas realizadas com equipe especial, e publicadas na Folha de S.Paulo entre 1968 e 1973. Boa parte delas referentes aos assuntos locais da cidade de São Paulo, que eram especialidades do repórter. A seguir, apenas algumas das principais dessas matérias publicadas por Theo.
A primeira grande reportagem do jornalista publicada na Folha de S.Paulo foi a cobertura sobre a despedida da visita da Rainha Elizabeth II da Inglaterra à São Paulo, em novembro de 1968. A cobertura foi realizada através de uma equipe especial de repórteres, entre eles, estava o então estreante Theo Dutra, à época com apenas 20 anos, que havia ingressado na redação da Folha um ano antes, em 1967. A matéria da cobertura sobre a despedida da Rainha Elizabeth, bem como a descrição sobre sua vida pessoal e o dia-a-dia da visita à capital paulista, foi publicada em 9 de novembro de 1968.
Em junho de 1969, Theo Dutra publicou na seção de caderno Folha Ilustrada (da Folha de S.Paulo), uma reportagem sobre a vida e carreira da escritora e dramaturga Ivani Ribeiro, autora de várias novelas de sucesso entre os anos 60 e 90, que na época trabalhava na TV Tupi.
Também fez reportagem sobre a vida pessoal e carreira do grande autor e escritor Bráulio Pedroso, publicada pouco antes, em 31 de maio do mesmo ano, que naquele momento escrevia a novela Beto Rockfeller, estrondoso sucesso da TV Tupi exibido entre 1968 e 1969.
Em dezembro de 1969, foi lançado pela Vertente Editora o livro chamado Isto o Jornal Não Conta, uma reunião de dezenas de contos e crônicas de 17 jornalistas brasileiros. Três eram veteranos literários, como Alberto Beutten-Müller, Wladyr Nader e Lenita Miranda de Figueiredo, e 14 estreantes, como Fernando Portela, Wladir Dupont, Percival de Souza, Modesto Carone, Eduardo Castor, Miguel Jorge, José Carlos Abbate, Gilberto Mansur, Ubirassu Carneiro da Cunha, Lourenço Carlos Diaféria, Nildo Carlos Oliveira, Yvete Ko, Hamilton Trevisan e, claro, Theo Dutra, que também fez parte dessa equipe.
Theo escreveu para o livro um conto chamado Meia Hora, dedicado especialmente para sua esposa, Gildete, à época ainda noiva do jornalista, cuja chamada de capa ou subtítulo era: "Falava de dialética e de Kierkegaard para conquistar a namorada". O livro de contos tinha 112 páginas e ainda apresentava um resumo da biografia e carreira jornalística de cada um dos autores.
O trânsito caótico do dia-a-dia em São Paulo, principalmente nas principais vias e nos horários de pico, já era assunto de uma das reportagens de Theo, publicada em janeiro de 1970, enquanto os direitos de quem tem deficiência ou necessidade especial na sociedade, muitas vezes desrespeitadas por parte do governo ou da própria população, já estava em pauta em sua outra notícia, divulgada em março do mesmo ano.
O repórter realizou ainda uma matéria a respeito da criminalidade que, já naquela época, era um problema grave em São Paulo. Foi divulgada na Folha em 23 de junho de 1970. Além de relatar a prisão de um bandido em Sorocaba pela Polícia, também levantou pontos importantes, como as altas taxas de criminosos soltos nas ruas, as ações socioeducativas de ressocialização, e o fato de que pessoas entram para a marginalidade cada vez mais cedo, ainda na infância.
Theo Dutra fez parte da equipe de jornalistas da Folha de S.Paulo enviada para a cobertura do grande incêndio que atingiu o Edifício Andraus, localizado próximo ao cruzamento da Avenida São João, no centro da capital paulista, em 24 de fevereiro de 1972, que deixou 16 mortos e 330 feridos. A tragédia tinha mobilizado grande número de pessoas, principalmente os que estavam no local, além de policiais, defesa civil, bombeiros, a imprensa em geral e autoridades, como o então prefeito de São Paulo, Figueiredo Ferraz, que passou a discutir medidas de prevenção e segurança contra incêndios em edifícios.
Além do jovem Theo Dutra, estavam na equipe de cobertura do incêndio grandes nomes, como Afanásio Jazadji e Luís Carlos Ventura.
Foi responsável por várias coberturas do jornal sobre a elaboração, debate e audiência pública referente ao Plano Diretor de Desenvolvimento Integrado (PDDI) de São Paulo, entre 1971 e 1972, sendo a primeira legislação de zoneamento da cidade até então. O prefeito Figueiredo Ferraz, responsável pela lei, cedeu diversas entrevistas ao jornalista. Em 1972, a lei de zoneamento foi sancionada pelo prefeito.
Theo, inclusive, fez inúmeras reportagens abordando a construção da Linha Norte-Sul (hoje Linha 1-Azul) do Metrô de São Paulo, a primeira linha do sistema a ser construída na cidade e no Brasil. Inicialmente entre Santana, em especial na região onde fica a Avenida Cruzeiro do Sul (inaugurada em 1969 na Zona Norte), e Jabaquara, na Zona Sul. A linha metroviária foi inaugurada mais tarde, em setembro de 1974.
O repórter também fez várias matérias sobre a especulação imobiliária, fato que ocorria cada vez mais em São Paulo e que se tornava um problema, tanto para os inquilinos e corretores, quanto para a prefeitura, decorrente de um grande processo de reurbanização e crescimento desordenado da cidade na época. No dia 7 de março de 1973, foi publicada uma grande e extensa reportagem de Theo Dutra sobre o assunto, com o prefeito de São Paulo, discutindo alternativas como a reurbanização, além de falar sobre obras e problemas do trânsito da cidade.
Foi até Garanhuns, no Pernambuco, onde fez a cobertura jornalística do I Encontro de Prefeitos de Capitais sobre Desenvolvimento Urbano, que ocorreu de 5 a 9 de fevereiro de 1973. Ele coordenou a mesa redonda desse encontro, onde participaram jornalistas e prefeitos de capitais brasileiras, como Figueiredo Ferraz, de São Paulo, e Jaime Lerner, de Curitiba. Uma das reportagens de Theo Dutra sobre o encontro foi: "Proposta de Ferraz sobre desenvolvimento urbano", de 9 de fevereiro de 1973, e "As sugestões do ministro do Interior aos prefeitos", de 10 de fevereiro de 1973.
Em 1 de abril de 1973, um domingo, Theo Dutra foi até o interior paulista para fazer sua reportagem sobre a barragem de Ilha Solteira, comentando o fechamento das comportas recém construídas no local, onde passa o Rio Paraná, para a construção na época da Usina Hidrelétrica de Ilha Solteira. Entrevistou trabalhadores, engenheiros e as famílias dos barreiros (como eram conhecidos os funcionários da obra). Na noite do dia 2 de abril (segunda-feira), passou por telefone sua reportagem à redação do jornal Folha de S.Paulo, na qual virou manchete de primeira página, com o título “Paraná bate nas comportas a 100 km/h; nasce o lago”, mas não chegou vê-la publicada, pois veio a publicação impressa no dia seguinte, logo após a sua morte. Ele queria como sempre ser a primeira página, a manchete.

### Lista de Reportagens
A seguir, estão listados todas as matérias e coberturas jornalísticas assinadas por Theo Dutra, no jornal Folha de S.Paulo, entre 1968 e 1973, quando faleceu tragicamente, incluindo aquelas realizadas com outros jornalistas ou com uma equipe especial. Estão citados os títulos principais, os subtítulos/tópicos e equipe especial (se houverem), seguidos da data de publicação e do número da página e caderno:
| Número                                               | Título da Reportagem                                                                                          | Equipe Especial / Parceria                                                                                      | Data de Publicação                                   | Caderno / Seção                            | Página (s)    |
| ---------------------------------------------------- | --- | --- | ---------------------------------------------------- | ------------------------------------------ | ------------- |
| 1                                                    | Na hora do adeus a São Paulo, Elizabeth II mostra seus dotes de amazona                                       | Equipe Especial                                                                                                 | 9 de novembro de 1968                                | Primeiro Caderno                           | página 6      |
| 2                                                    | São Paulo quer salvar a sua história                                                                          | | 4 de fevereiro de 1969                               | Folha Ilustrada                            | página 12     |
| 3                                                    | Casamento e desquite                                                                                          | | 6 de fevereiro de 1969                               | Folha Ilustrada                            | página 8      |
| 4                                                    | Psicologia do casamento desfeito                                                                              | | 7 de fevereiro de 1969                               | Folha Ilustrada                            | página 8      |
| 5                                                    | A arte que vem das velhas casas                                                                               | | 25 de março de 1969                                  | Folha Ilustrada                            | página 8      |
| 6                                                    | Este Cristo agoniza em Bragança                                                                               | | 4 de abril de 1969                                   | Primeiro Caderno - Folha Ilustrada         | página 24     |
| 7                                                    | Cananeia, a que o tempo esqueceu                                                                              | | 8 de abril de 1969                                   | Primeiro Caderno - Folha Ilustrada         | página 32     |
| 8                                                    | Geza, um organista para reis e presidentes                                                                    | | 9 de abril de 1969                                   | Primeiro Caderno - Folha Ilustrada         | página 26     |
| 9                                                    | Batismo do capoeira vai começar                                                                               | | 18 de abril de 1969                                  | Primeiro Caderno - Folha Ilustrada         | página 26     |
| 10                                                   | A vovó que era de todos nós                                                                                   | | 21 de abril de 1969                                  | Primeiro Caderno - Folha Ilustrada         | página 16     |
| 11                                                   | Max Linder renasce nas mãos de sua filha                                                                      | | 26 de abril de 1969                                  | Primeiro Caderno - Folha Ilustrada         | página 17     |
| 12                                                   | A difícil arte de ser iogue                                                                                   | | 29 de abril de 1969                                  | Primeiro Caderno - Folha Ilustrada         | página 36     |
| 13                                                   | Um festival para essa rua de vitrinas                                                                         | | 30 de abril de 1969                                  | Primeiro Caderno - Folha Ilustrada         | página 28     |
| 14                                                   | Com um sorriso, padre Antonio casou sábado                                                                    | | 6 de maio de 1969                                    | Folha Ilustrada                            | página 8      |
| 15                                                   | Cacilda resiste; renasce a esperança                                                                          | com Jefferson Del Rios                                                                                          | 9 de maio de 1969                                    | Folha Ilustrada                            | página 8      |
| 16                                                   | Bráulio Pedroso: do teatro para o folhetim do séc. XX                                                         | | 31 de maio de 1969                                   | Folha Ilustrada                            | página 14     |
| 17                                                   | Heróis, vilões, tragédias e um final feliz                                                                    | | 3 de junho de 1969                                   | Folha Ilustrada                            | página 8      |
| 18                                                   | O brinquedo de aprender (novos caminhos para uma velha arte)                                                  | | 12 de junho de 1969                                  | Folha Ilustrada                            | página 8      |
| 19                                                   | O assalto a uma consciência                                                                                   | | 8 de agosto de 1969                                  | Folha Ilustrada                            | página 10     |
| 20                                                   | | |                                                      |                                            |               |
| Entre na moda                                        | Equipe Especial                                                                                               | 10 de agosto de 1969                                                                                            | Caderno Especial (seção inteira)                     | página 1                                   |               |
| Da folha de figueira do Paraíso aos plásticos...     | Da folha de figueira do Paraíso aos plásticos...                                                              | Da folha de figueira do Paraíso aos plásticos...                                                                | Da folha de figueira do Paraíso aos plásticos...     | página 2                                   |               |
| ...Transparentes de Barbarella da era da Lua...      | ...Transparentes de Barbarella da era da Lua...                                                               | ...Transparentes de Barbarella da era da Lua...                                                                 | ...Transparentes de Barbarella da era da Lua...      | página 3                                   |               |
| ...Assim se conta a história das roupas e da moda... | ...Assim se conta a história das roupas e da moda...                                                          | ...Assim se conta a história das roupas e da moda...                                                            | ...Assim se conta a história das roupas e da moda... | página 4                                   |               |
| A moda cantada em prosa e verso                      | A moda cantada em prosa e verso                                                                               | A moda cantada em prosa e verso                                                                                 | A moda cantada em prosa e verso                      | página 5                                   |               |
| Um Valentino bem comportado                          | Um Valentino bem comportado                                                                                   | Um Valentino bem comportado                                                                                     | Um Valentino bem comportado                          | página 5                                   |               |
| Homens perdem para máquinas                          | Homens perdem para máquinas                                                                                   | Homens perdem para máquinas                                                                                     | Homens perdem para máquinas                          | página 6                                   |               |
| A perigosa arte de escolher                          | A perigosa arte de escolher                                                                                   | A perigosa arte de escolher                                                                                     | A perigosa arte de escolher                          | página 7                                   |               |
| Mulheres resistem à ditadura da moda                 | Mulheres resistem à ditadura da moda                                                                          | Mulheres resistem à ditadura da moda                                                                            | Mulheres resistem à ditadura da moda                 | página 8                                   |               |
| 21                                                   | Casablanca, a sua pátria                                                                                      | com Celso Itiberê                                                                                               | 27 de agosto de 1969                                 | Folha Ilustrada                            | página 8      |
| 22                                                   | O mistério da comida francesa está no tempero                                                                 | com Celso Itiberê                                                                                               | 3 de setembro de 1969                                | Folha Ilustrada                            | página 12     |
| 23                                                   | O filho do vizinho é pior do que o seu?                                                                       | | 5 de outubro de 1969                                 | Primeiro Caderno                           | página 14     |
| 24                                                   | O trabalho é a luta da mulher casada                                                                          | | 12 de outubro de 1969                                | Primeiro Caderno                           | página 12     |
| 25                                                   | Como ajudar seu filho a escolher uma profissão                                                                | | 19 de outubro de 1969                                | Primeiro Caderno                           | página 14     |
| 26                                                   | Os últimos dias das profissões do passado                                                                     | | 26 de outubro de 1969                                | Primeiro Caderno                           | página 17     |
| 27                                                   | Quando o pedestre pede passagem quem ouve responde xingando                                                   | | 2 de novembro de 1969                                | Primeiro Caderno                           | página 14     |
| 28                                                   | O ano inteiro, uma pergunta: onde estão os táxis?                                                             | | 9 de novembro de 1969                                | Primeiro Caderno                           | página 14     |
| 29                                                   | Vegetariano lança livro, mas antes corre 10 horas                                                             | | 14 de novembro de 1969                               | Primeiro Caderno                           | página 10     |
| 30                                                   | O primeiro dia de seu filho na escola                                                                         | | 25 de novembro de 1969                               | Primeiro Caderno                           | página 14     |
| 31                                                   | Uma guerra onde armas não fazem barulho                                                                       | com Marco Antonio Montandon                                                                                     | 7 de dezembro de 1969                                | Primeiro Caderno                           | página 14     |
| 32                                                   | Trânsito, a máquina que não perdoa o motorista                                                                | | 11 de janeiro de 1970                                | Segundo Caderno                            | página 6      |
| 33                                                   | A literatura de cordel está morrendo                                                                          | | 22 de março de 1970                                  | Folha Ilustrada                            | página 8      |
| 34                                                   | Os deficientes não têm lugar                                                                                  | | 25 de março de 1970                                  | Primeiro Caderno                           | página 8      |
| 35                                                   | O jardim onde os animais vivem, amam e morrem: o Zoo                                                          | | 24 de maio de 1970                                   | Primeiro Caderno                           | página 12     |
| 36                                                   | O fim das profissões que se encontram no início do dia                                                        | | 5 de junho de 1970                                   | Primeiro Caderno                           | página 6      |
| 37                                                   | Porteiro de hotel também pode ser o melhor em S. Paulo                                                        | | 7 de junho de 1970                                   | Primeiro Caderno                           | página 14     |
| 38                                                   | O caminho do crime: parar é difícil, voltar impossível                                                        | | 23 de junho de 1970                                  | Primeiro Caderno                           | página 10     |
| 39                                                   | Omissão de socorro, a grande aliada da morte na cidade                                                        | | 5 de julho de 1970                                   | Primeiro Caderno                           | página 12     |
| 40                                                   | Jingles, o sucesso musical do momento                                                                         | | 14 de julho de 1970                                  | Primeiro Caderno                           | página 10     |
| 41                                                   | Foco de ferrugem deixa de existir                                                                             | com Érico G. Machado                                                                                            | 17 de julho de 1970                                  | Primeiro Caderno                           | página 6      |
| 42                                                   | Filhos legítimos ou não: a certidão dirá, conforme a lei                                                      | | 26 de julho de 1970                                  | Primeiro Caderno                           | página 12     |
| 43                                                   | Creches: o que será em 1990?                                                                                  | | 11 de agosto de 1970                                 | Primeiro Caderno                           | página 12     |
| 44                                                   | Projeto Rondon pronto para a grande tarefa                                                                    | | 25 de agosto de 1970                                 | Primeiro Caderno                           | página 12     |
| 45                                                   | Táxis: os novos perigos de um velho drama                                                                     | | 20 de setembro de 1970                               | Primeiro Caderno                           | página 10     |
| 46                                                   | A multidão que se perde no vazio do dia-a-dia                                                                 | | 27 de setembro de 1970                               | Primeiro Caderno                           | página 10     |
| 47                                                   | O chá busca seu lugar nas galerias da cidade                                                                  | | 1 de novembro de 1970                                | Primeiro Caderno                           | página 10     |
| 48                                                   | São Miguel Paulista, onde o dia começa às 3 da madrugada                                                      | | 22 de novembro de 1970                               | Segundo Caderno                            | página 3      |
| 49                                                   | Nova cozinha acaba com a velha dona de casa                                                                   | | 6 de dezembro de 1970                                | Primeiro Caderno                           | página 31     |
| 50                                                   | Com o verão já começou a guerra quente do sorvete em todo o País                                              | | 10 de dezembro de 1970                               | Primeiro Caderno                           | página 17     |
| 51                                                   | Turismo, última indústria do século, tem lugar em SP?                                                         | | 17 de janeiro de 1971                                | Segundo Caderno                            | página 2      |
| 52                                                   | Cachaça, uísque, vinho, cerveja, champanha: sirvam-se                                                         | | 21 de fevereiro de 1971                              | Primeiro Caderno                           | página 10     |
| 53                                                   | Sem a Anchieta, Santos fica distante 5 horas                                                                  | | 4 de março de 1971                                   | Primeiro Caderno                           | página 10     |
| 54                                                   | Os ventos sopram e a doença aparece                                                                           | | 28 de março de 1971                                  | Primeiro Caderno                           | página 16     |
| 55                                                   | Um último reduto da música popular                                                                            | | 4 de julho de 1971                                   | Caderno de Domingo                         | página 3      |
| 56                                                   | Hermeto, para muitos o maior atualmente                                                                       | | 7 de agosto de 1971                                  | Folha Ilustrada                            | página 3      |
| 57                                                   | A garganta que alimenta a Amazônia                                                                            | | 24 de outubro de 1971                                | Primeiro Caderno                           | página 10     |
| 58                                                   | A melhor jogada para a mulher                                                                                 | com Eymar Mascaro                                                                                               | 3 de novembro de 1971                                | Primeiro Caderno                           | página 8      |
| 59                                                   | EMURB começa a mudar a cidade em 1972                                                                         | | 28 de novembro de 1971                               | Primeiro Caderno                           | página 18     |
| 60                                                   | O Prefeito promete discutir preço com os desapropriados                                                       | | 28 de dezembro de 1971                               | Primeiro Caderno                           | página 1      |
| 61                                                   | Príncipe Negro e Lavapés                                                                                      | Equipe Especial, com Ana Augusta Fernandes, Júlio Moreno, Luís Carlos Aiex, entre outros                        | 16 de fevereiro de 1972                              | Primeiro Caderno                           | página 6      |
| 62                                                   | | |                                                      |                                            |               |
| Na praça, a alegria dos que escaparam                | Equipe Especial, com Júlio Moreno, Ana Augusta Fernandes, Luís Carlos Ventura, Afanásio Jazadji, entre outros | 25 de fevereiro de 1972                                                                                         | Segundo Caderno                                      | página 1                                   |               |
| Não se sabe quantos morreram                         | Não se sabe quantos morreram                                                                                  | Não se sabe quantos morreram                                                                                    | Não se sabe quantos morreram                         | página 2                                   |               |
| Heliporto reduz tragédia                             | Heliporto reduz tragédia                                                                                      | Heliporto reduz tragédia                                                                                        | Heliporto reduz tragédia                             | página 3                                   |               |
| Transporte dos feridos e Relação dos feridos         | Transporte dos feridos e Relação dos feridos                                                                  | Transporte dos feridos e Relação dos feridos                                                                    | Transporte dos feridos e Relação dos feridos         | página 4                                   |               |
| 63                                                   | São Paulo e as áreas metropolitanas                                                                           | | 5 de março de 1972                                   | Segundo Caderno - Local                    | página 6      |
| 64                                                   | Autonomia: as dúvidas                                                                                         | | 23 de março de 1972                                  | Primeiro Caderno                           | página 12     |
| 65                                                   | Áreas metropolitanas ainda sem definição                                                                      | | 2 de abril de 1972                                   | Primeiro Caderno                           | página 9      |
| 66                                                   | Depois dos bondes, as vias expressas                                                                          | | 23 de abril de 1972                                  | Primeiro Caderno                           | página 10     |
| 67                                                   | Eles vendem remédios a médicos                                                                                | com Luís Carlos Aiex                                                                                            | 7 de maio de 1972                                    | Segundo Caderno - Local/Educação           | página 14     |
| 68                                                   | A mais nova visita de São Paulo                                                                               | | 17 de maio de 1972                                   | Primeiro Caderno                           | página 6      |
| 69                                                   | A cidade destrói seus caminhos                                                                                | com Ana Augusta Fernandes                                                                                       | 21 de maio de 1972                                   | Primeiro Caderno                           | página 10     |
| 70                                                   | Primeiros passos da nossa indústria do lazer                                                                  | | 28 de maio de 1972                                   | Primeiro Caderno - Local                   | página 14     |
| 71                                                   | Vendem-se as tradições do Bexiga, a preço de oferta                                                           | | 4 de junho de 1972                                   | Primeiro Caderno - Local                   | página 14     |
| 72                                                   | Há dúvidas: 24, 18 ou 16 mortos?                                                                              | Equipe Especial, com José Nêumanne Pinto, Júlio Moreno, Luís Carlos Ventura, Carlos Alberto Luppi, entre outros | 9 de junho de 1972                                   | Primeiro Caderno                           | página 10     |
| 73                                                   | Leste-Oeste, a via expressa que ainda não pode correr                                                         | | 11 de junho de 1972                                  | Primeiro Caderno - Local                   | página 12     |
| 74                                                   | Os 5 mil homens que lutam para pôr o Metrô na linha                                                           | | 9 de julho de 1972                                   | Primeiro Caderno - Local                   | página 14     |
| 75                                                   | O Anel Rodoviário surge 30 anos após ser programado                                                           | com Júlio Moreno                                                                                                | 11 de julho de 1972                                  | Segundo Caderno - Local                    | página 1      |
| 76                                                   | No inverno, o bom tempo para as pipas                                                                         | | 18 de julho de 1972                                  | Primeiro Caderno - Local                   | página 7      |
| 77                                                   | | |                                                      |                                            |               |
| DETRAN e lotações, jogo de gato e rato               | | 1 de agosto de 1972                                                                                             | Primeiro Caderno - Local                             | página 8                                   |               |
| Secretaria pode pedir ao Cetran reexame do lotação   | Secretaria pode pedir ao Cetran reexame do lotação                                                            | Secretaria pode pedir ao Cetran reexame do lotação                                                              | Secretaria pode pedir ao Cetran reexame do lotação   | página 9                                   |               |
| 78                                                   | Em 7 dias, um retrato completo dos lotações ilegais                                                           | | 2 de agosto de 1972                                  | Primeiro Caderno - Local                   | página 6      |
| 79                                                   | Os discutidos lotações estão a um passo da legalidade                                                         | | 3 de agosto de 1972                                  | Primeiro Caderno - Local                   | página 14     |
| 80                                                   | Vinte e um quilômetros de vias expressas concluídos em 1973                                                   | | 8 de outubro de 1972                                 | Segundo Caderno - Local/Educação/Interior  | página 2      |
| 81                                                   | São Paulo: uma radiografia amarga dos seus habitantes                                                         | com Ana Augusta Fernandes                                                                                       | 22 de outubro de 1972                                | Primeiro Caderno - Local                   | página 16     |
| 82                                                   | O paulistano aprende a morar                                                                                  | | 9 de novembro de 1972                                | Primeiro Caderno - Local                   | página 12     |
| 83                                                   | O ônibus começa a ganhar a luta contra o carro                                                                | | 21 de novembro de 1972                               | Primeiro Caderno - Local                   | página 12     |
| 84                                                   | O Brasil mais perto da Bolívia                                                                                | | 2 de dezembro de 1972                                | Primeiro Caderno - Nacional                | página 3      |
| 85                                                   | As modernas e perigosas avenidas                                                                              | | 8 de dezembro de 1972                                | Primeiro Caderno - Local                   | página 9      |
| 86                                                   | São Paulo, do ponto de vista de Figueiredo Ferraz                                                             | | 15 de dezembro de 1972                               | Primeiro Caderno - Local                   | página 6      |
| 87                                                   | Nova Leste, uma nova linha para o Metrô de São Paulo                                                          | | 20 de dezembro de 1972                               | Primeiro Caderno - Local                   | página 8      |
| 88                                                   | Apartamento novo, sonho de todos os paulistanos                                                               | | 26 de dezembro de 1972                               | Primeiro Caderno - Local                   | página 8      |
| 89                                                   | O ano em que São Paulo finalmente aprendeu a crescer                                                          | | 31 de dezembro de 1972                               | Primeiro Caderno - Local                   | página 8      |
| 90                                                   | SAEC, a nova empresa para cuidar da água da Capital                                                           | | 28 de janeiro de 1973                                | Primeiro Caderno - Local/Educação/Interior | página 4      |
| 91                                                   | 530 mil vivem em favelas e cortiços em São Paulo                                                              | | 28 de janeiro de 1973                                | Primeiro Caderno - Local/Educação/Interior | página 6      |
| 92                                                   | Favelas, um problema sem soluções de emergência                                                               | com Nélio Lima                                                                                                  | 29 de janeiro de 1973                                | Primeiro Caderno - Local                   | página 7      |
| 93                                                   | São Paulo poderá assessorar urbanismo nordestino                                                              | | 5 de fevereiro de 1973                               | Primeiro Caderno - Local                   | página 7      |
| 94                                                   | Autonomia municipal em discussão                                                                              | | 6 de fevereiro de 1973                               | Primeiro Caderno - Local                   | página 7      |
| 95                                                   | BNH: as mudanças sugeridas por Ferraz                                                                         | | 7 de fevereiro de 1973                               | Primeiro Caderno - Local                   | página 6      |
| 96                                                   | As super prefeituras em debate                                                                                | | 8 de fevereiro de 1973                               | Primeiro Caderno - Local                   | página 7      |
| 97                                                   | Proposta de Ferraz sobre o desenvolvimento urbano                                                             | | 9 de fevereiro de 1973                               | Primeiro Caderno - Local                   | página 7      |
| 98                                                   | As sugestões do ministro do Interior aos prefeitos                                                            | | 10 de fevereiro de 1973                              | Primeiro Caderno - Local                   | página 5      |
| 99                                                   | Técnico contesta prefeitos e defende fluxo migratório                                                         | | 11 de fevereiro de 1973                              | Primeiro Caderno - Local/Educação/Interior | página 2      |
| 100                                                  | O que o PLANHAP vai encontrar de Norte a Sul do País                                                          | Equipe Especial                                                                                                 | 12 de fevereiro de 1973                              | Primeiro Caderno - Local                   | páginas 7 e 8 |
| 101                                                  | Uma nova perspectiva para o BNH, a lição do Encontro de Garanhuns                                             | | 13 de fevereiro de 1973                              | Primeiro Caderno - Local                   | página 6      |
| 102                                                  | O lazer preocupa cidades menores                                                                              | | 14 de fevereiro de 1973                              | Primeiro Caderno - Local                   | página 6      |
| 103                                                  | Uma ameaça contra as grandes cidades                                                                          | | 19 de fevereiro de 1973                              | Primeiro Caderno - Local                   | página 7      |
| 104                                                  | O prefeito decide combater a especulação imobiliária                                                          | | 7 de março de 1973                                   | Primeiro Caderno - Local                   | página 6      |
| 105                                                  | A discussão sobre o projeto da Nova Paulista                                                                  | | 11 de março de 1973                                  | Segundo Caderno - Local/Educação           | página 6      |
| 106                                                  | A poluição cor-de-rosa da cidade                                                                              | | 22 de março de 1973                                  | Primeiro Caderno - Local                   | página 14     |
| 107                                                  | A criação das nove áreas metropolitanas do Brasil                                                             | | 30 de março de 1973                                  | Primeiro Caderno - Local                   | página 6      |
| 108                                                  | Paraná bate nas comportas a 100 km/h; nasce o lago                                                            | | 3 de abril de 1973                                   | Primeiro Caderno                           | página 1      |

## Morte
No dia 2 de abril, uma segunda-feira, Theo Dutra foi até São José do Rio Preto para passar a reportagem que realizou sobre o fechamento das comportas da barragem de Ilha Solteira, por telefone, para a redação do jornal, que por sua vez iria publicá-la impressa na capa da edição do dia seguinte. Por volta das 9 horas da noite, ele deixou a cidade em direção à Ilha Solteira, onde Theo pretendia continuar a cobertura sobre a construção da barragem. Ele viajava num carro com um fotógrafo e um motorista. Pouco antes de pegar a estrada, ainda passaram em um restaurante no caminho, a pedido do motorista, e comeram churrasco no espeto. Theo Dutra estava no banco da frente do carro, mas decidiu trocar de lugar com o fotógrafo a bordo, que  estava no banco traseiro, pois estava com muito sono.
Poucas horas depois, à meia-noite e meia do dia 3 de abril de 1973 (madrugada de segunda para terça-feira), ao fazer uma curva fechada na Rodovia Washington Luís, próxima à Pereira Barreto, o carro derrapou na pista e capotou várias vezes, batendo em um barranco. Theo dormia tranquilamente no momento do acidente, no banco de trás do carro quando, por conta do impacto, seu corpo foi violentamente arremessado para fora do veículo, pelo vidro traseiro, sofrendo grave fratura no crânio. Como consequência, Theo Dutra morreu instantaneamente, tão jovem, aos 24 anos de idade. Seu corpo ficou estirado de bruços no asfalto a 10 metros de distância do carro. O fotógrafo e o motorista do veículo saíram feridos, sendo inicialmente socorridos na Santa Casa de Pereira Barreto, sem risco de vida. O corpo do jornalista foi trazido de Pereira Barreto à São Paulo de avião, enquanto o motorista e fotógrafo também voltaram no mesmo avião, e foram transferidos para o Pronto-Socorro da Lapa, na Zona Oeste da cidade, onde ficaram internados.
No dia seguinte, 4 de abril, seria o seu terceiro aniversário de casamento, e por esse motivo, Theo havia decidido antecipar a sua viagem de volta para comemorar junto à sua esposa. Ela revelaria a surpresa de que estava grávida de seu segundo filho. Porém, ele havia falecido em grave acidente antes mesmo de cumprir a sua viagem. E nesse mesmo dia que seria de alegria e comemorações para o jovem Theo e sua esposa, ele próprio virou manchete de jornal, tratando de sua trágica e prematura morte, com seu rosto estampando vários jornais.
Em apenas seis anos de carreira, ele realizou inúmeros trabalhos importantes no jornalismo, sempre preocupado com as questões da cidade de São Paulo. Sua morte brutal e precoce chocou profundamente toda a imprensa brasileira, sobretudo o jornalismo paulistano, pois perdeu um de seus maiores representantes, crítico da cidade de São Paulo. Chocou também parte do governo, da Câmara Municipal e da Assembleia Legislativa de São Paulo, que chegaram a conhecer Theo, no qual foi um brilhante repórter, escritor e advogado de profissão, já que se formou em Direito pela USP em 1971. Muitas pessoas, como autoridades, jornalistas e familiares enviaram à Folha de S.Paulo mensagens de condolências, lamentando a morte brutal e precoce do jovem jornalista.
Entre os jornalistas que enviaram solidariedade e pesar destacam José Nêumanne Pinto, Carlos Alberto Luppi, Wladyr Nader, Boris Casoy, Joelmir Betting, além de autoridades legislativas e executivas do governo, como o então presidente da Câmara Municipal, vereador João Brasil Vita (que meses depois, sucederia Figueiredo Ferraz na prefeitura), o Secretário de Transportes do Estado à época, Paulo Maluf, o prefeito Figueiredo Ferraz e o governador Laudo Natel. Segundo disse o então governador, entre outras coisas, em uma mensagem de condolência que enviou ao jornal: "Digno representante da nova geração de jornalistas, Theo Dutra não foi apenas profissional cônscio e competente, mas também cidadão exemplar".
Joelmir Betting, inclusive, em sua coluna "Notas Econômicas", na edição do jornal do dia 4 de abril de 1973 (que trouxe a cobertura do falecimento de Theo), inicia o texto com o seguinte trecho: "Theo Dutra nasce a 100 quilômetros por hora no jornalismo; bate na morte", em referência ao icônico título de sua última reportagem em Ilha Solteira, publicada no dia anterior (3 de abril) bem no dia de sua morte, e pela sua rápida e meteórica passagem pelo jornalismo, bem como sua ascensão. E Betting conclui sua coluna dizendo: "Cujas comportas já se fecharam para Theo Dutra, um rio de vida estancado no remanso da saudade de todos nós".
O Padre Luiz Gonzaga Dutra, responsável pela formação acadêmica de Theo durante o curso ginasial e colegial (clássico) no Colégio São Luís, e pelo seu casamento em 1970, além de amigo íntimo do jornalista, também prestou sua última homenagem e enviou condolências e solidariedade à redação da Folha.
Ele foi muito querido pelas pessoas, principalmente por aqueles que o conheceram, considerado por muitos como um dos melhores, senão o melhor jornalista e repórter da cidade de São Paulo, apesar de sua pouca idade e com poucos anos de carreira, além de ser considerado um exemplo de jornalista com princípios éticos. Ele aprendeu a amar e honrar tanto a sua profissão como a capital paulista e seus problemas. São Paulo perdia uma de tantas vocações que acabara de surgir no jornalismo.

## Velório e Enterro
Considerado o melhor jornalista de São Paulo, o jovem advogado Theo Dutra, o “Repórter da Cidade”, foi velado ao longo da madrugada e da manhã de 4 de abril, dia seguinte à sua morte, no velório da Maternidade São Paulo e enterrado no Cemitério São Paulo, no respectivo jazigo da família, e ao lado de seu pai, que havia falecido cinco meses antes. Milhares de pessoas participaram de seu enterro, como familiares, amigos, colegas de trabalho e autoridades públicas, como o então governador do Estado de São Paulo, Laudo Natel, o então prefeito da capital paulista, Figueiredo Ferraz, que compareceu ao encontro de prefeitos em Garanhuns dois meses antes, além de sua esposa, Gildete. O Padre Luiz Gonzaga Dutra, amigo de Theo desde o ginásio, onde foi seu professor e orientador, também esteve em seu enterro e celebrou a sua missa de sétimo dia.

## Homenagens
Theo Dutra foi homenageado com seu nome em vários lugares logo após a sua morte. Como em uma escola municipal chamada EMEF Theo Dutra, localizada no bairro Vila Penteado (distrito da Brasilândia), na Zona Norte de São Paulo, e em uma rua chamada Rua Theo Dutra, no Jardim Colombo (distrito da Vila Sônia), na Zona Oeste da cidade, que receberam o nome do repórter através de decretos municipais, respectivamente em 29 de junho de 1973 e em maio de 1976. O primeiro, referente à escola municipal, que já existia desde 1967, foi batizada com o nome de Theo quase três meses após o falecimento do jornalista.
O Aeroporto de Ilha Solteira, no interior paulista, cidade pela qual Theo Dutra fez sua última reportagem, além de passar seus  últimos momentos de vida, também foi batizado com seu nome, por decreto estadual assinado pelo então governador Laudo Natel, durante a cerimônia de inauguração do aeroporto, em 8 de março de 1975. Tiveram presentes no evento a viúva de Theo, Gildete de Souza e Dutra, além do filho Renato, dos seus avós maternos e de sua mãe, Evelyna, e foi coordenado pelo então Secretário de Obras do Estado, engenheiro José Meiches e pelo presidente da CESP, Antônio Galvão.